# Daniel Kobialka
Daniel Kobialka (Lynn, 19 novembre 1943 – 18 gennaio 2021) è stato un violinista e compositore statunitense, considerato il violinista più rappresentativo della musica new age.

## Biografia
Nato e cresciuto nel Massachusetts è partito da formazione musicale classica diventando membro permanente della San Francisco Symphony Orchestra.
Ha esordito nel 1980 con Labyrinth Within, pubblicato con la propria etichetta Li-Sem, strada seguita per la maggior parte dei successivi lavori. Echoes of Secret Silence del 1982, ma composta dieci anni prima, è un'opera multimediale per orchestra d'archi composta da cinque parti. Tra i suoi brani più famosi vi è Lullaby scritto ed arrangiato con Andy Kulberg incisa in Timeless Motion del 1982. Kobialka è conosciuto soprattutto per le rielaborazioni in chiave new age di brani classici del passato come il Canone di Pachelbel, pubblicata sull'album Velvet Dreams in una versione di oltre venti minuti.
Nella sua lunga carriera ha collaborato con vari artisti tra cui il soprano Sylvia McNair o il mandolinista bluegrass David Grisman.

## Discografia

### Album
- 1980 - Labyrinth Within - (Li-Sem)
- 1981 - Cosmic Estasy - (Li-Sem)
- 1982 - Echoes of Secret Silence - (1750 Arch Records) con Charles Sphere
- 1982 - Autumn Beyond - (Arch)
- 1982 - Dream Passage - (Li-Sem)
- 1982 - Timeless Motion - (Li-Sem)
- 1982 - Recollections - (Halpern Sounds) con Steven Halpern
- 1983 - Path of Joy - (Li-Sem)
- 1983 - Procession - (Nada Pulse) con Bernard Xolotl
- 1983 - Fragrances of a Dream - (Li-Sem)
- 1983 - Sun Space - (Li-Sem)
- 1984 - Going Home - (Li-Sem)
- 1984 - Mind Dance - (Li-Sem)
- 1984 - Moonglow - (Li-Sem)
- 1985 - Performs - (Li-Sem)
- 1985 - Journeys in Time - (Li-Sem)
- 1985 - Coral Seas - (Li-Sem)
- 1986 - Afternoon of a Fawn - (Li-Sem)
- 1986 - Softness of a Moment - (Li-Sem)
- 1988 - When You Wish Upon A Star - (Li-Sem)
- 1989 - Somewhere over The Rainbow - (Li-Sem)
- 1991 - Rainbows - (Li-Sem)
- 1991 - Celtic Fantasy - (Li-Sem)
- 1991 - Oh What a Beautiful Morning - (Li-Sem)
- 1992 - Velvet Dreams - (Li-Sem)
- 1992 - Going Home Again - (Li-Sem)
- 1993 - Common Chord - (Cymekob) con David Grisman
- 1995 - Silver Linings - (Li-Sem - Cymekob) con Sylvia McNair
- 1997 - Celtic Quilt - (Li-Sem)
- 1998 - Silk Branches - (Li-Sem)
- 2002 - World on a String - (Li-Sem)
- 2004 - Pathless Journey (A Tribute to Toru Takemitsu) - (Li-Sem)
- 2007 - Dreams Beyond the Twilight - (Li-Sem)
- 2008 - Musical Inspirations Series: Peace - (Li-Sem)
- 2008 - Beautiful World - Entwinement of Loves Oneness - (Li-Sem)
- 2009 - Lullaby - Sleepy Songs for Bedtime - (Li-Sem)
- 2010 - In Heavenly Peace - (Li-Sem)
- 2010 - Afternoon of a Faun - (Li-Sem)
- 2011 - Sabor A Mí - (Li-Sem)
- 2011 - Livin' and Lovin' with Cole Porter - (Li-Sem) con Lilly B. Gardner
- 2013 - The Colors of Love - (Li-Sem)